# Магнійтермічний метод виробництва цирконію
Магнійтермічний метод виробництва цирконію — виробництво металевого цирконію магнійтермічним відновленням хлоридів цирконію.
У промисловому виробництві цирконію і гафнію провідне становище займає металотермічне відновлення їх тетрахлоридів. Як відновник найчастіше використовується магній. При цьому цирконій і гафній отримують у вигляді губки.
Метод магнійтермічного відновлення хлоридів цирконію започаткував французький хімік Труст ще у 1865 році, провівши низку експериментів по відновленню магнієм суміші хлористого цирконію та хлористого натрію
Реакція відновлення суміші хлориду цирконію і хлориду натрію магнієм, розроблена Трустом, здійснена в промисловому масштабі Цеппеліном і Тейхманом лише у 1940 році. Відновлення тетрахлориду цирконію магнієм Цеппелін і Тейхман здійснили, нагріваючи суміш хлоридів цирконію та натрію з магнієвою стружкою у залізному тиглі, підвішеному в газовій печі.
Перша промислова установка періодичної дії збудована в м. Олбані у 1952 році, а в 1955/1956 роках було впроваджено вдосконалений магнійтермічний процес виробництва губчатого цирконію. 
Магнійтермічний процес, запропонований люксембурзьким металургом Вільямом Джастіном Кроллом, спочатку включав наступні операції: а) карбідизацію циркону; б) хлорування карбіду; в) очистку і ущільнення неочищеного хлориду; г) відновлення чистого хлориду магнієм; д) відділення солей магнію від відновленого цирконію; е) плавка металічної губки.
Науково-дослідні роботи по створенню промислового виробництва металевого пластичного цирконію методом магнійтермічного відновлення тетрахлориду цирконію розпочалися в колишньому СРСР значно пізніше аналогічних робіт в США. Розроблена Гиредмет технологія та технологічні установки для проведення періодичних процесів хлорування цирконового концентрату, очищення технічного тетрахлориду цирконію, магнійтермічного відновлення хлоридів були фактично погіршеними копіями ранніх розробок американських інженерів кінця 40-х років ХХ ст.
У 1950-тих роках технологія була освоєна на Донецькому ХМЗ. Розроблений вперше в Україні метод прямого хлорування цирконового концентрату був випробуваний на Донецькому ХМЗ лише у 1951 році. У 1958 році в напівпромислових умовах освоєна та впроваджена на ДХМЗ технологія виробництва  губки цирконію магнієтермічним відновленням очищеного тетрахлориду цирконію, отриманого прямим хлоруванням цирконового концентрату. 